# Woestijnbraamsluiper
De woestijnbraamsluiper (Curruca curruca minula synoniem: Sylvia minula) is een zangvogel uit de familie van Sylviidae. Dit taxon staat nu als ondersoort op de IOC World Bird List, maar werd in 1873 als soort beschreven.